# Jardín zoológico de Brasilia
El Jardín zoológico de Brasilia (en portugués:Jardim Zoológico de Brasília) es un parque zoológico brasileño situado en Brasilia, no Distrito Federal.
Resulta de la combinación de tres parques gestionados por la Fundación Jardín zoológico de Brasilia, vinculada a la Secretaría de Estado de Desarrollo Urbano y Medio Ambiente (SEDUMA) y al Gobierno del Distrito Federal.
Tiene un área total de 690 hectáreas, siendo 440 hectáreas las referentes al Santuario de Vida Silvestre del Riacho Fundo, 110 referentes al parque de las Aves y 140 al propio jardín.
El primer caso de uso de células madre para curar lesiones en un animal salvaje fue registrado en el Zoológico de Brasilia. Este tratamento fue aplicado a una loba victíma de un atropello.